# Gríma
Gríma, surnommé « Langue-de-Serpent » (Wormtongue en anglais), est un personnage du Seigneur des anneaux de J. R. R. Tolkien. Cet homme du peuple des Rohirrim est le proche conseiller du roi Théoden de Rohan, qu'il trahit au profit du mage Saroumane. Grima est l'archétype du sycophante, flatteur, menteur, sournois et manipulateur.

## Histoire
Gríma, fils de Gálmód, est né dans le courant du Troisième Âge. Tolkien le décrit comme « un homme au teint livide », aux lourdes paupières, yeux sombres et une langue pâle. D'abord serviteur fidèle à la cour du roi Théoden, il tombe finalement sous l'influence de Saroumane, et travaille dès lors à affaiblir Théoden et son royaume par le mensonge et la persuasion. Il le trahit en l'empoisonnant et en l'abreuvant de mensonges pour que celui-ci ne s'oppose pas au plan d'invasion du Rohan, par Saroumane.
Il est largement détesté à Edoras, où tout le monde excepté Théoden l'appelle « Langue-de-Serpent » à cause de ses paroles malveillantes (comme dans l'expression « langue de vipère »). Gandalf le compare à plusieurs reprises à un serpent :

« Un sage ne parle que de ce qu’il sait, Gríma fils de Gálmód. Tu n’es plus qu’un serpent sans cervelle. Tais-toi donc, et garde ta langue fourchue derrière tes dents. »

Le 20 septembre 3018 T. Â., Gríma est capturé par les Nazgûl alors qu'il se rend en Isengard afin d'informer Saruman de l'arrivée de Gandalf à Edoras, après que celui-ci a fui depuis le sommet de la tour d'Orthanc où Saroumane l'avait retenu contre son gré. Gríma est interrogé et divulgue les plans de Saroumane, en particulier son intérêt pour le Comté et son emplacement. Jusqu'alors l'emplacement du Comté était inconnu des Nazgûl, mais ils connaissaient le nom de Bilbon, « Sacquet », dont ils pensent qu'il a encore l'Anneau unique. Gríma est relâché, mais seulement parce que le Roi-Sorcier d'Angmar sait qu'il n'osera parler à quiconque de leur rencontre et qu'il peut nuire à Saroumane dans le futur. Les Nazgûl partent aussitôt pour le Comté et Gríma continue sa route pour aller trouver son maître avant de retourner à Edoras.
Durant sa mission à Edoras, il tente en vain de séduire Éowyn, nièce du roi Théoden, qui est la récompense promise par son maître. Le frère de celle-ci Éomer menace alors Gríma de mort ; Gríma cherche dès lors à le discréditer à la cour. Il le fait ainsi enfermer au nom du roi pour avoir combattu, sans son consentement, les orques de Saroumane, et pour avoir menacé de mort Gríma dans Meduseld.
Les plans de Gríma sont déjoués par l'arrivée de Gandalf le Blanc. Par un flash de lumière, Gandalf l'assomme, et convainc le roi qu'il n'est pas aussi faible que son conseiller le lui a fait croire. Lors du rétablissement de Théoden, « [des] choses qui ont pu manquer à d’autres » sont retrouvées dans le coffre verrouillé de Gríma, notamment l'épée du roi, Herugrim. Théoden décide de rejoindre les gués de l'Isen pour combattre les forces de Saroumane. Il laisse alors le choix à Gríma : prouver sa loyauté et de partir en guerre avec lui, ou partir en exil et rejoindre son maître. Gríma choisit finalement de partir retrouver Saroumane à Orthanc.
Gríma, exilé, chevauche rejoindre son maître en Isengard, mais celui-ci a déjà été vaincu par les Ents lors de la bataille de l'Isengard. Saroumane est retenu prisonnier dans la tour d'Orthanc.
En chemin, Gríma est intercepté par Sylvebarbe qui surveille le lac formé autour d'Orthanc à la suite de la submersion de l'Isengard, provoqué par les Ents. Il tente de convaincre l'Ent qu'il est venu comme messager de Théoden. Mais ni Sylvebarbe, ni Merry et Pippin ne croient ses paroles. Gríma est forcé de traverser le lac et de se réfugier dans la tour avec son maître.
Après la bataille de la Ferté-au-Cor, une compagnie dirigée par Théoden et Gandalf parvient au pied de l'Isengard. Saroumane tente de rallier l'amitié de Théoden et Éomer, usant pour ça de son pouvoir de persuasion, mais sans succès. Gandalf tente alors de persuader Saroumane de rejoindre le combat contre Sauron, mais devant son refus et son mépris, Gandalf le destitue de l'Ordre des Mages. Gríma assiste à cet échange de l'intérieur d'Orthanc. Alors que la troupe se sépare, il jette le palantír d'Orthanc depuis une fenêtre pour blesser l'un des protagonistes, sans connaitre la grande valeur de l'objet pour Saroumane, au grand désespoir de celui-ci.
Durant tout le reste de la Guerre de l'Anneau, il reste enfermé avec Saroumane dans la tour d'Orthanc, étroitement surveillé par les Ents. Finalement, Sauron finit par être vaincu et Aragorn est couronné. Après s'être marié avec Arwen, il raccompagne Elrond, Galadriel, Gandalf, et les quatre hobbits vers l'Eriador, et la compagnie s'arrête en Isengard, où ils apprennent de la bouche de Sylvebarbe que Saroumane et Gríma ont été libérés. Sylvebarbe ne cache pas s'être fait prendre par la voix persuasive de Saroumane. La compagnie poursuit son chemin vers l'Eriador, et sur la route, ils croisent Gríma et Saroumane. Alors que la compagnie chemine au nord, vers Fondcombe, Saroumane et Gríma se dirigent vers le Comté. Saroumane s'y installe sous le nom de Sharcoux, avec l'aide du hobbit Lotho Bessac-Descarcelle, et obtient la mainmise sur tout le pays. Gríma accomplit de basses besognes en son nom, mais il est traité comme un chien par son maître. Finalement, lorsque les quatre hobbits reviennent en Comté, ils le découvrent ravagé. Merry et Pippin déclenchent la bataille de Belleau, et les hobbits finissent par retrouver Saroumane et Gríma. Frodon tente de rallier une nouvelle fois Gríma à sa cause, pensant qu'il n'est pas responsable de l'état du pays, mais Saroumane lui apprend que Gríma a, entre autres, assassiné Lotho Bessac-Descarcelle, puis l'a enterré, suggérant même qu'il ait pu le dévorer car il était affamé. Celui-ci, enragé d'entendre son ancien maître parler de lui ainsi, lui saute dessus et lui tranche la gorge, avant d'être abattu par trois flèches d'archers hobbits.

## Nom
En vieil anglais et en islandais, gríma signifie « masque, visière » et « spectre », nom approprié pour un conseiller trompeur au teint pâle. Il est possible qu'il existe également une connexion avec le mot anglais grim, qui signifie entre autres « répugnant »[source insuffisante].
Il est possible que Tolkien se soit inspiré du nom du personnage Gunnlaug Langue de Serpent, héros de la saga islandaise La Saga de Gunnlaug Langue de Serpent, qu'il a pu connaitre par l'intermédiaire de la traduction faite par William Morris, auteur qui l'a fortement influencé, notamment pour Le Seigneur des anneaux.

## Composition
Tolkien n'avait pas prévu le personnage de Langue-de-Serpent. Celui-ci n'apparaît que dans la première version du chapitre « Le roi de la Salle Dorée », mais il n'y joue encore aucun rôle : la plupart de ses répliques sont tout d'abord attribuées à Théoden lui-même, et il faut attendre une révision ultérieure pour le voir devenir le traître qu'il restera. Son véritable nom est alors Frána, qui n'est remplacé par Gríma que beaucoup plus tard. Avant son apparition, c'est Boromir qui assume le rôle du traître dans le récit.

## Inspirations et critiques
Le personnage de Gríma présente des points communs avec Unferth, le conseiller du roi Hroðgar dans le poème anglo-saxon Beowulf. De façon générale, la description de Meduseld et l'arrivée d'Aragorn et de ses compagnons à la cour de Théoden est clairement inspirée de l'arrivée de Beowulf à Heorot dans le poème. Marjorie Burns voit également en lui des échos de Bikki, le conseiller du roi Jörmunrekk dans le Sigurðarkviða hin skamma. Emmanuelle Poulain-Gautret rapproche quant à elle Gríma de Ganelon, « traître désigné » de la Chanson de Roland. Le traitement des deux personnages est similaire. Ils représentent tous deux le traître franc, celui qui se vend à l'adversaire malgré sa fidélité à son roi. Cependant, Ganelon est d'abord décrit comme un personnage noble, dont la traîtrise est voilée, alors que la description de Gríma affiche dès le début sa duplicité.
Dans son article sur les péchés capitaux dans l'œuvre de Tolkien, Charles W. Nelson définit Gríma comme le représentant du péché de luxure selon la description qu'en fait John Gower dans son ouvrage Confessio Amantis, notamment lorsqu'il est question de son désir pour Éowyn.
Dans l'œuvre même de Tolkien, Gríma est comparé au personnage de Gollum : ce dernier finit par trahir Frodon Sacquet, tout comme Gríma trahit son maître Saroumane.

## Adaptations

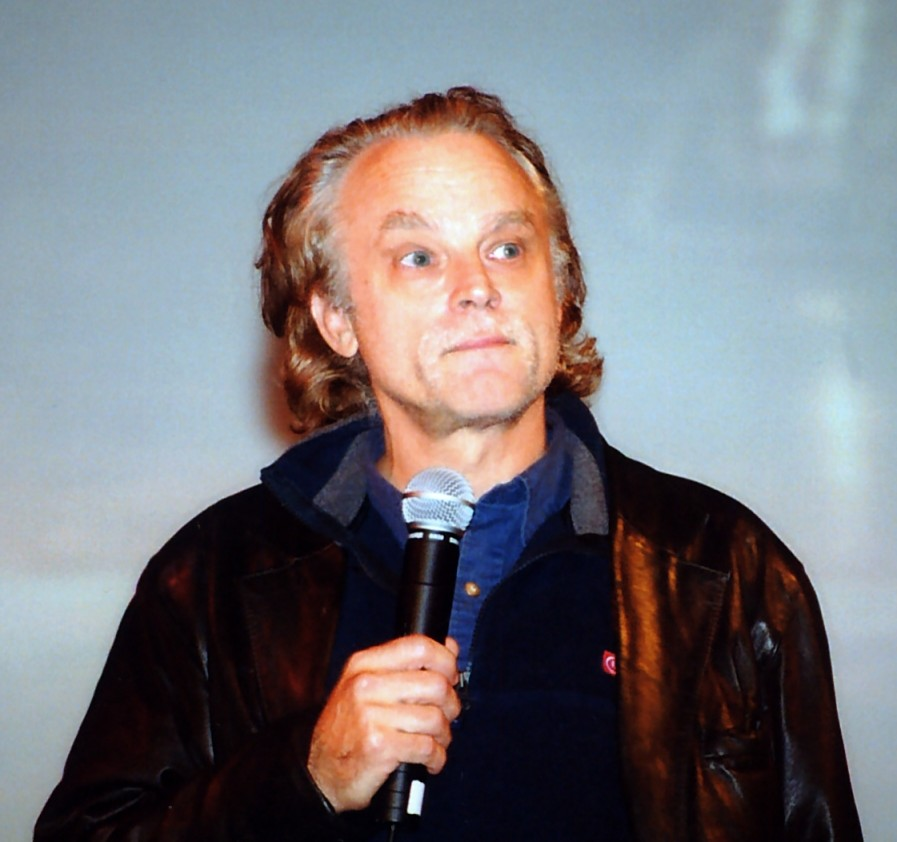
Brad Dourif, interprète de Gríma dans l'adaptation de Peter Jackson.

Dans l'adaptation animée du Seigneur des anneaux de Ralph Bakshi en 1978, Gríma est interprété par Michael Deacon. Dans la série de la BBC de 1981, c'est Paul Brooke qui lui prête sa voix.
Dans l'adaptation de Peter Jackson, Grima est joué par Brad Dourif. Selon Dourif, Jackson l'a encouragé à se raser les sourcils pour que le public ait immédiatement une réaction de malaise en voyant le personnage. Son surnom devient « Langue de Vipère » dans le doublage québécois des films. Sa mort n'apparaît que dans la version longue du Retour du roi et ne se déroule pas dans la Comté, mais à Orthanc : Théoden l'encourage à se libérer de l'influence du mage, mais Saroumane le gifle et lui annonce qu'il ne sera plus jamais libre. Gríma poignarde alors le mage, pour être à son tour aussitôt transpercé par une flèche de Legolas.
Dans le jeu vidéo Le Seigneur des Anneaux : Le Tiers-Âge, Gríma est un boss rencontré par le joueur dans la salle du village[Où ?]. Il utilise des sorts puissants qui drainent des points d'action, blessant le joueur ciblé. Dans le jeu La Bataille pour la Terre du Milieu II, Gríma est un héros de la faction Isengard pouvant affaiblir, assassiner, et convertir des unités ennemies. Dans Le Seigneur des Anneaux : L'Âge des conquêtes, Gríma est un héros jouable du type éclaireur.